# Frogstomp
Frogstomp — дебютний альбом австралійської рок-групи Silverchair. Був реалізований в Австралії 1995 року, коли всім учасникам групи було по 15 років. 20 травня 1995 року Frogstomp був реалізований 
Epic Records, і став у США платиновим.